# Теорема на Табит
Теоремата на Табит е теорема от теорията на числата, която дава достатъчно условие за това две четни числа да са приятелски. Тя е най-старият известен метод за търсене на подобни числа. Формулирана е за първи път от средновековния математик Табит ибн Кора.
Теорема на Табит. Ако {\displaystyle n} е такова естествено число, че
{\displaystyle (3\cdot 2^{n-1}-1,\ 3\cdot 2^{n}-1,\ 9\cdot 2^{2n-1}-1)}
е тройка прости числа, то числата
{\displaystyle 2^{n}\cdot (3\cdot 2^{n-1}-1)\cdot (3\cdot 2^{n}-1)}
и
{\displaystyle 2^{n}\cdot (9\cdot 2^{2n-1}-1)}
са приятелски.
Известни са само три двойки приятелски числа, които се получават по теоремата на Табит:
- n=2: (220, 284) – известна още на Питагор,
- n=4: (17 296, 18 416) – открита от Ферма (1636), Декарт (1638) и Ибн ал-Бана (1256-1321),
- n=7: (9 363 584, 9 437 056) – Декарт (1638) и Мухаммед Бакир Язди (около 1600 г.).